# Настоящие долгоносики

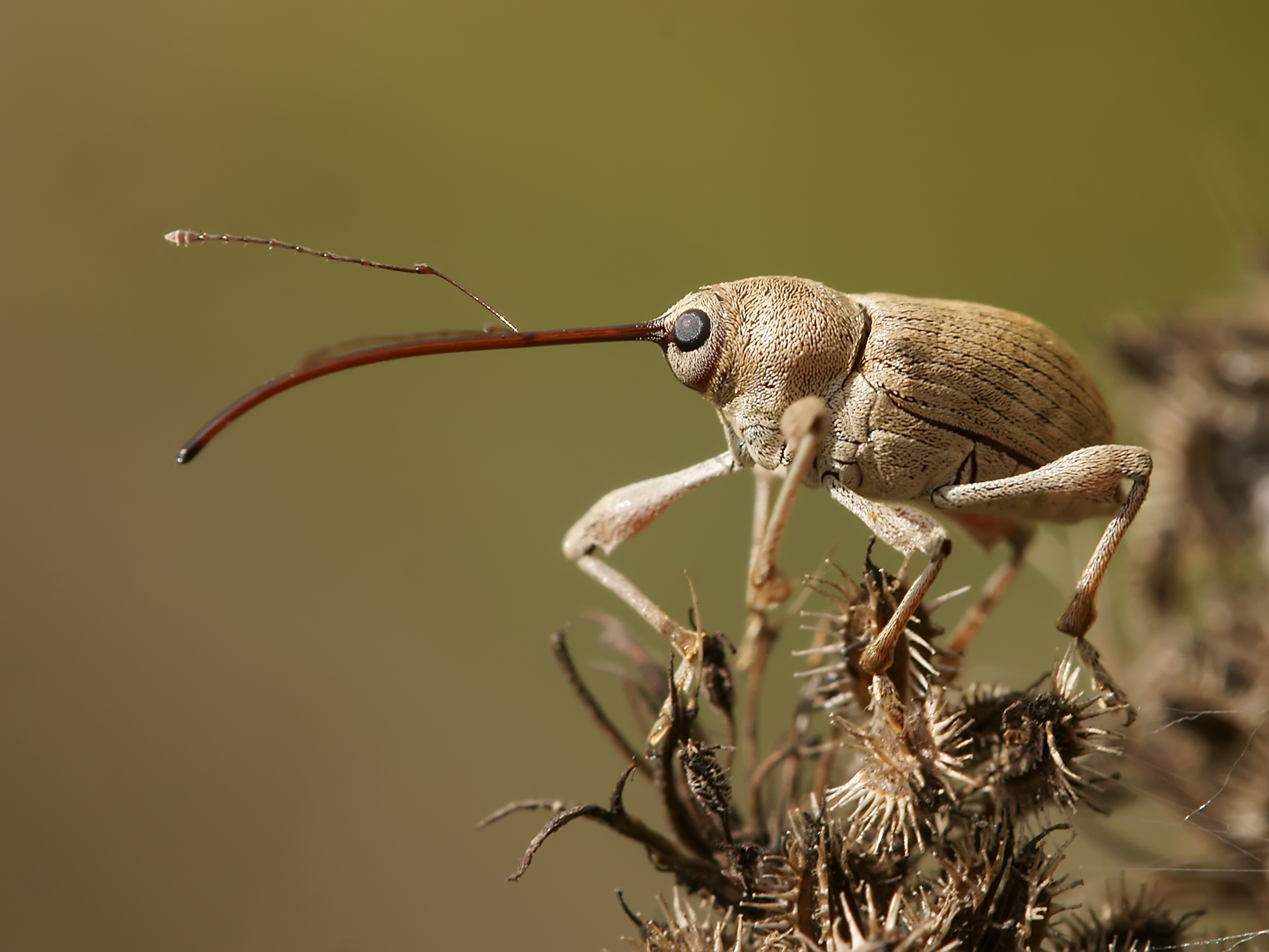
Долгоносик каштановый (Curculio elephas)

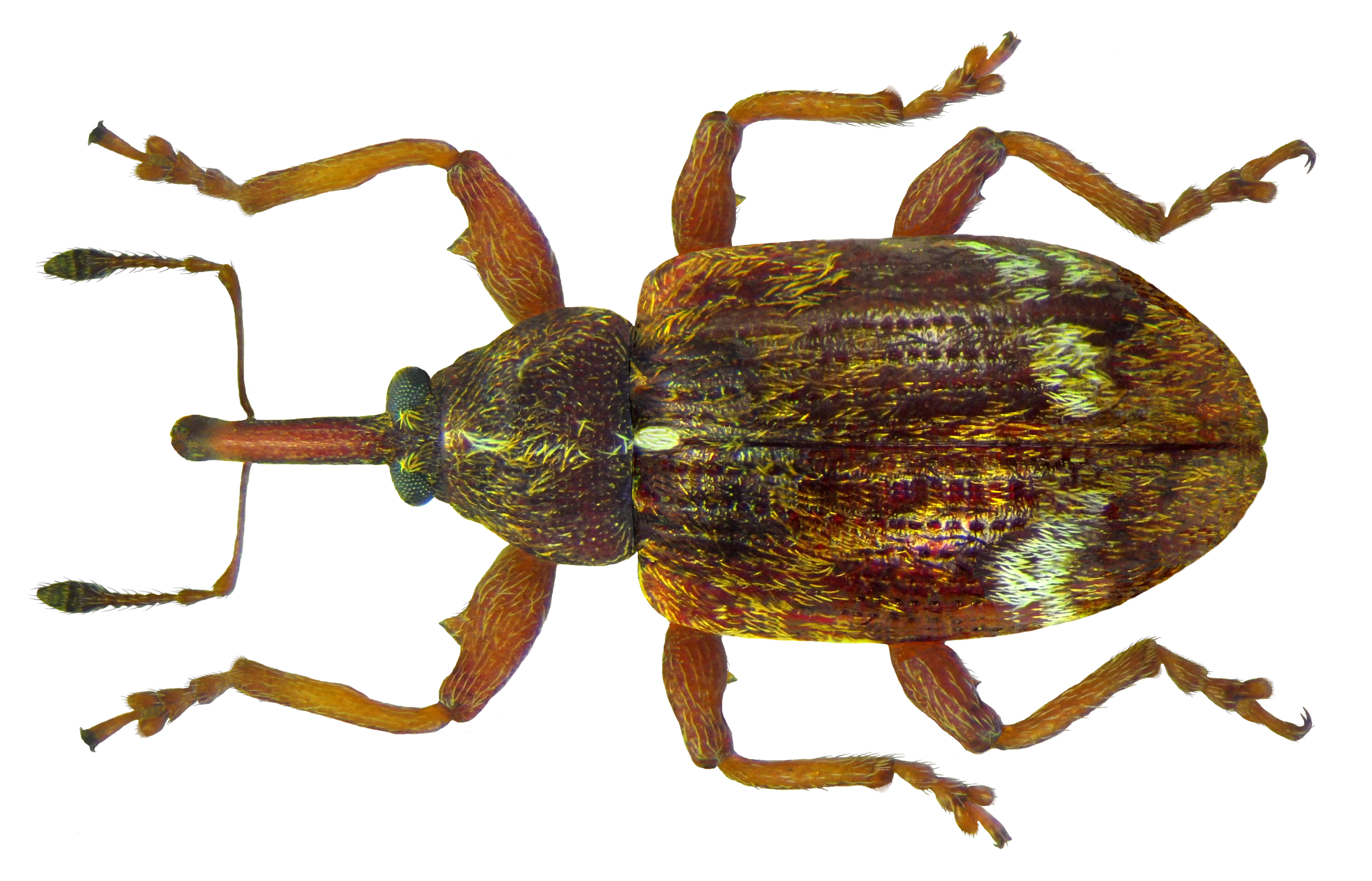
Anthonomus pedicularius

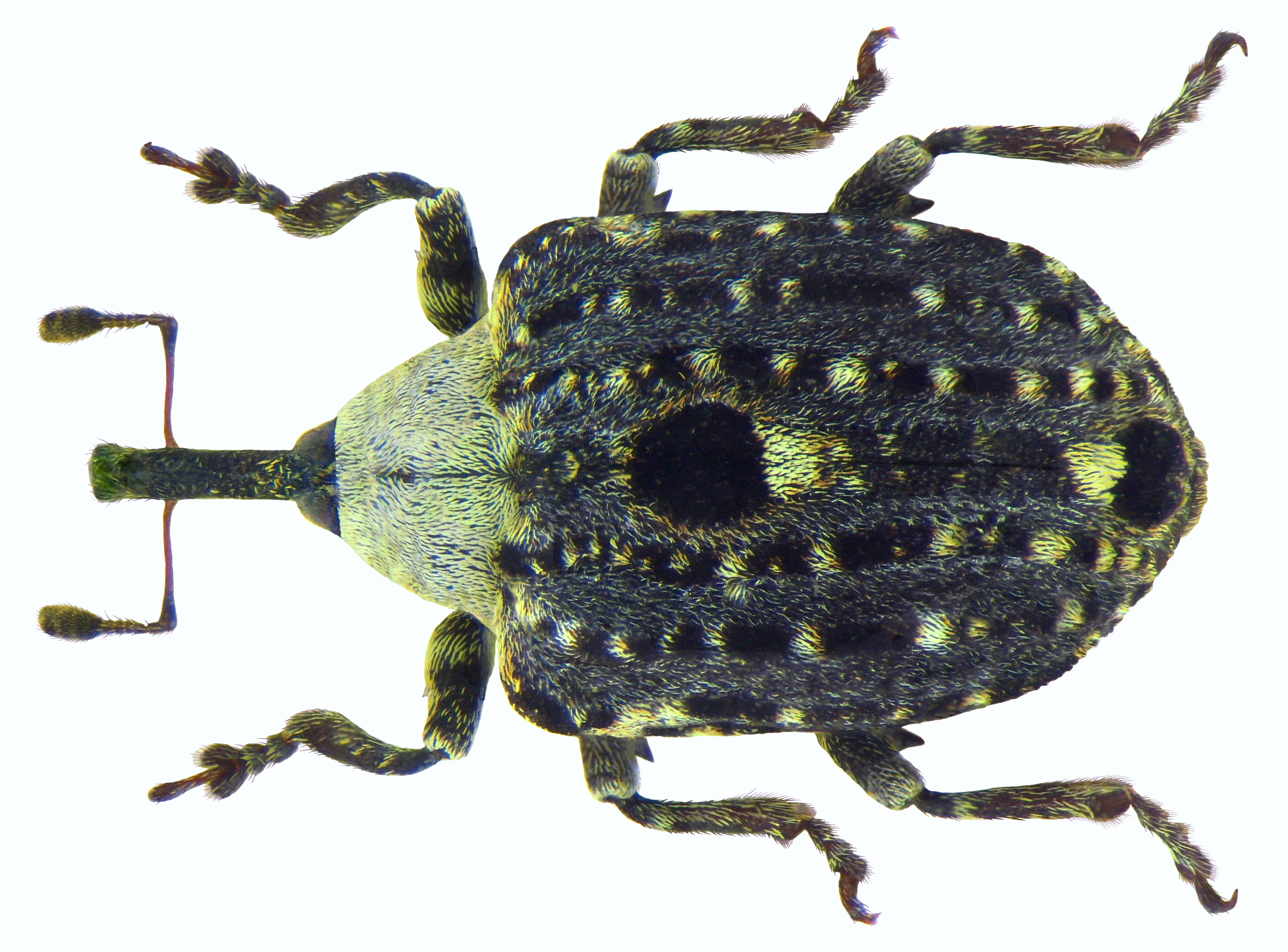
Cionus scrophulariae

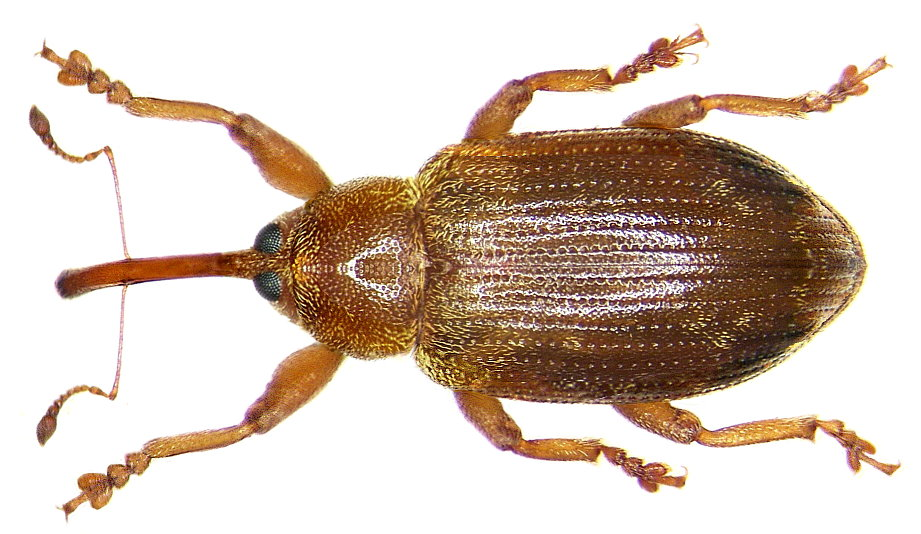
Dorytomus tortrix

Настоящие долгоносики (лат. Curculioninae) — крупнейшее подсемейство жуков-слоников (долгоносиков). Насчитывает более 23 000 видов из примерно 2 200 родов. Крупнейшее по числу видов подсемейство среди животных.

## Список триб (2011)
Крупнейшее подсемейство, включает около 30 триб, классификация которых дискутируется. Трибы Phrynixini и Trypetidini (оба из Molytinae) также иногда переносят в Curculioninae, но чаще они рассматриваются в составе Molytinae; наоборот трибу Itini обычно помещаемую в Curculioninae, иногда включают в состав подсемейства Molytinae, которое расширяется некоторыми авторами, среди прочих, ещё и путём включения в него крупного подсемейства Cryptorhynchinae. Кроме того, иногда систематики включают Cryptorhynchinae и Ceutorhynchinae в состав Curculioninae в виде триб Cryptorhynchini и Ceutorhynchini. Подсемейство Curculioninae включает следующие трибы:
- Acalyptini Thomson, 1859
  - Acalyptus
  - Anchylorhynchus
- AcentriniSeidlitz, 1890[4]
- Acentrusini Alonso-Zarazaga, 2005
- Ancylocnemidini Voss, 1962
- Anoplini Bedel, 1884[4][5]
- Anthonomini Thomson, 1859
  - Anthonomus
  - Brachonyx
  - Pseudanthonomus
- Camarotini Schönherr, 1833
  - Camarotus
- Ceratopodini Lacordaire, 1863
- Cionini Schönherr, 1825
  - Cionus
- Cranopoeini Kuschel, 2009
- Cryptoplini Lacordaire, 1863
- Curculionini Latreille, 1802
  - Curculio
- Derelomini Lacordaire, 1865
- Diabathrariini Lacordaire, 1863
- Ellescini Thomson, 1859
  - Dorytomus
  - Ellescus
- Erodiscini Lacordaire, 1863
- Eugnomini Lacordaire, 1863
  - Meriphus
  - Pactolotypus
- Geochini Zimmerman, 1994[5]
- Gonipterini Lacordaire, 1863
  - Gonipterus
- Itini Reitter, 1913[5]
- Mecinini Gistel, 1848
  - Mecinus
  - Rhinusa
- Neosharpiini Hoffmann, 1956[5]
- Nerthopini Lacordaire, 1865
- Otidocephalini Lacordaire, 1863
- Piazorhinini Lacordaire, 1863
- Prionobrachiini Hustache, 1938
- Pyropini Lacordaire, 1865
- Rhamphini Rafinesque, 1815
  - Philippinoramhus
  - Rhynchaenus
- Smicronychini Seidlitz, 1891
- Sphaeriopoeini Kuschel, 2003
- Storeini Lacordaire, 1863
  - Glaucopela
  - Peristoreus
- Styphlini Jekel, 1861
  - Pseudostyphlus
- Tychiini Gistel, 1848
  - Demimaea (†Demimaea gratshevi)
  - Lignyodes
  - Tychius
- Ulomascini Lacordaire, 1865
  - Misophrice
- Viticiini Morimoto, 1983